# مزن
شهر مزن (به روسی: Мезень) در کشور روسیه و در اوبلاست آرخانگلسک واقع شده‌است.